# Cosima von Bonin

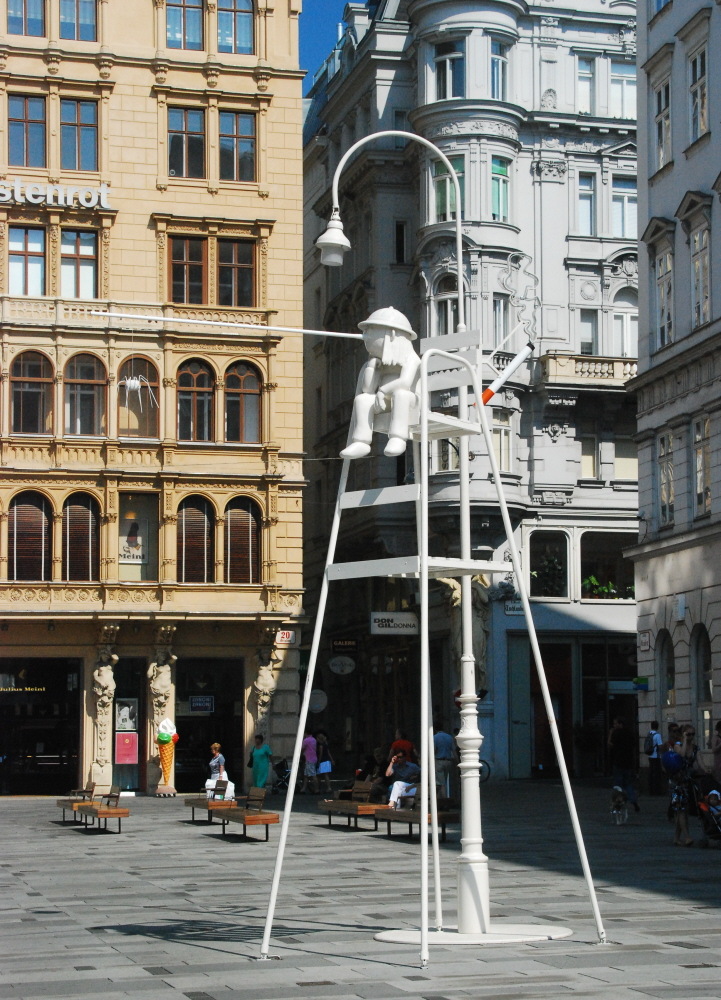
Tagedieb am Wiener Graben (2010)

Cosima von Bonin (* 1962 in Mombasa, Kenia) ist eine deutsche Künstlerin. Sie lebt und arbeitet in Köln. Von Bonin erschafft Konzeptkunst und arbeitet u. a. mit Textilien, Filmen, Soundloops und Installationen.

## Leben
Cosima von Bonins Vater war Shippingmanager in der Zementindustrie. 1967 zog die Familie nach Salzburg. Sie ist Autodidaktin.
Seit 1992 ist sie mit Michael Krebber verheiratet, den sie über Martin Kippenberger kennenlernte, als Krebber noch dessen Assistent war.
Anfang der 1990er Jahre war sie auf Vorschlag der beiden ein Jahr lang Gaststudentin bei Werner Büttner an der Hochschule für Bildende Künste Hamburg, produzierte aber keine eigenen Werke. Zu Anfang der 2000er Jahre übernahm sie dort eine Gastprofessur, lehnte aber spätere diesbezügliche Angebote ab.

## Wirken
Von Bonins Themen sind die Erschöpfung in einer Gesellschaft, die von Leistungsdruck geprägt ist. Sie zeigt beispielsweise erschöpfte Plüschtiere und „gescheiterte Helden“ auf glatt lackierten farbigen Raketenfiguren oder „Tagediebe“, die sich der kapitalistischen Logik verweigern. Typisch sind aber auch großformatige Textilbilder mit Comic- und Märchenfiguren, die sie selbst als „Lappen“ bzw. als „Panel“ bezeichnet und die sie nach ihrer Anweisung nähen lässt.
Über die Bedeutung ihrer Werke besteht keine Einigkeit in der Kritik. In ihrer Kunst hinterfragt von Bonin kontinuierlich gesellschaftliche Normen und drückt dies durch eine komplexe Verwebung von Popkultur-Referenzen aus, ohne sich dabei auf eine didaktische Vermittlung festzulegen. Von Bonins Werke rufen oft gemischte Reaktionen bei Kritikern und Betrachtern hervor, was die Vielschichtigkeit und den oft subtilen Humor ihrer Kunst widerspiegelt, die sowohl popkulturelle Phänomene als auch tiefere gesellschaftliche Kommentare umfasst. Bonin sagte 1992: „Ich habe keine Hintergedanken mit meiner Arbeit. Ich bin nicht politisch, ich verkünde keine Botschaften, und sogenannte Frauenkunst gibt es für mich nicht.“
Von Bonins Arbeiten entstehen häufig aus der Zusammenarbeit mit anderen Künstlern. Arbeiten der Musiker Dirk von Lowtzow und Moritz von Oswald (letzteren seit 2009) hat sie in ihre Installationen einbezogen. So kommt es zu Wechselwirkungen, etwa wenn von Bonin eine Ausstellung nach dem Tocotronic-Song Wir sind viele benennt. Von Lowtzow verfasst Pressetexte für von Bonins Ausstellungen. Von Bonin gestaltete die Coverartworks zu drei von Oswalds Alben, die auf dem Label Honest Jon’s erschienenen sind, und sie verwendet seine Musik in ihren Ausstellungen.
Als Einflüsse bzw. Künstler, die sie sehr schätzt, nennt Cosima von Bonin: Marcel Broodthaers, André Cadere, Cady Noland, Isa Genzken, Michael Clark, Jacques Tati oder George A. Romero.
Im Jahr 2007 nahm Cosima von Bonin an der documenta 12 teil; 2008 folgte ihre erste Ausstellung in den USA im Museum of Contemporary Art, Los Angeles. 2010 gab es eine viel beachtete Einzelausstellung im Kunsthaus Bregenz, im Jahr 2014 im Wiener Museum Moderner Kunst.

## Ausstellungen
Einzelausstellungen
- 1995: Hast du heute Zeit – ich aber nicht, Künstlerhaus Stuttgart
- 1999: Löwe im Bonsaiwald, Palais Attens, Steirischer Herbst 98, Graz
- 1999: Wyoming, Kunsthalle St. Gallen
- 2000: The Cousins, Kunstverein Braunschweig
- 2000: Rabbit at Rest, Ursula Blickle Stiftung, Wien
- 2001: Bruder Poul sticht in See, Kunstverein in Hamburg
- 2002: Fondorientierte Ausstattung, Neue Galerie am Landesmuseum Joanneum Graz
- 2004: Driving will be taken over by women. Zwei Positionen auf einmal. Kölnischer Kunstverein
- 2006: Relax, it's only a ghost, Friedrich Petzel Gallery New York
- 2007: Roger and Out. Fat female forty fade. Museum of Contemporary Art, Los Angeles
- 2010: The Fatigue Empire, Kunsthaus Bregenz[9]
- 2010–2012: Cosima von Bonin's Cut! Cut! Cut!. Loop #04, a Rotating Exhibition, Museum Ludwig
- 2014: Hippies use side door. Das Jahr 2014 hat ein Rad ab. Kuratorin Karola Kraus, MUMOK Wien
- 2016/17: Who's Exploiting Who in the Deep Sea?, SculptureCenter, Long Island City
- 2023: Boy at Work, Lumiar Cité, Lissabon[10]
- 2024: feelings, Schirn Kunsthalle Frankfurt am Main

Gruppenausstellungen
- 1995: Das 1. Grazer Fächerfest, Graz
- 1996: Heetz, Nowak, Rehberger, Städtisches Museum Abteiberg, Mönchengladbach
- 1997: NowHere, Louisiana Museum of Modern Art, Humlebæk
- 1997: Glockengeschrei nach Deutz.; v. Bonin: Beiträgerin, Mit-Hg.
- 1999: German Open, Kunstmuseum Wolfsburg
- 2006: Make Your Own Life – Artists In and Out of Cologne, ICA-Institute of Contemporary Art, Philadelphia
- 2007: documenta 12, Kassel
- 2017: (zusammen mit Tom Burr) Westfälischer Kunstverein, Münster[11]
- 2019: Hyper! A Journey into Art and Music. Deichtorhallen Hamburg, durch HFBK (Frühjahr/Sommer)